# Maiasaura
Maiasaura („Dobrá plazí matka“) byl rod poměrně velkého hadrosauridního (kachnozobého) dinosaura, který žil na území dnešní Montany (USA) v období svrchní křídy (zhruba před 76,7 až 74 miliony let).

## Objev

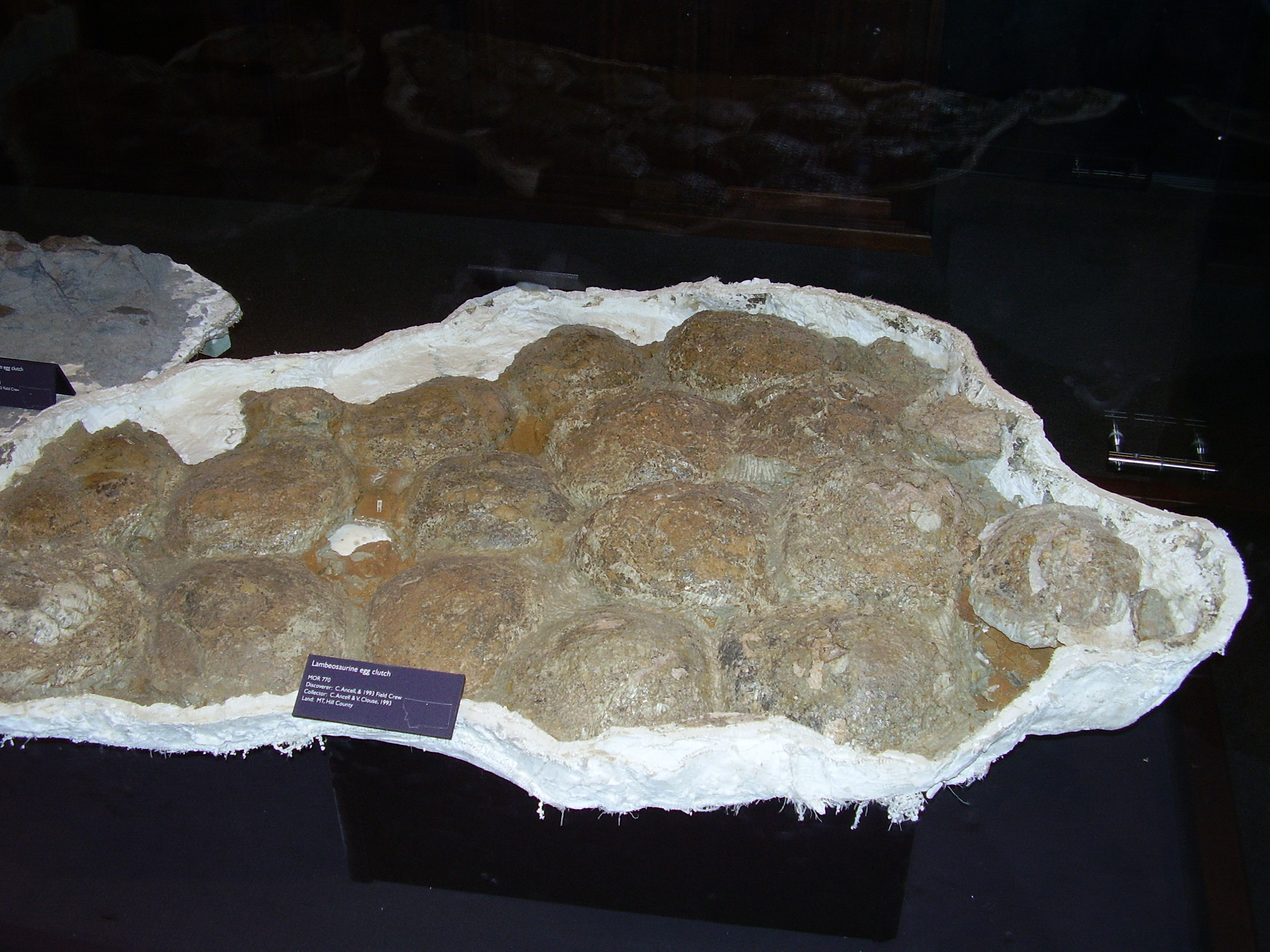
Hnízdo s fosilizovanými vajíčky kachnozobého dinosaura druhu Maiasaura peeblesorum v Museum of the Rockies, Bozeman, Montana

Maiasaura byla objevena paleontology Jackem Hornerem (odborným poradcem filmu Jurský park) a Robertem Makelou koncem 70. let 20. století v sedimentech souvrství Two Medicine. Horner objevil celou hnízdništní kolonii i s mnoha hnízdy a vejci (a dokonce kostrami mláďat) ve formaci Two Medicine. Byl to vůbec první doklad péče dinosaurů o svá mláďata. Celkem bylo nalezeno přes 200 jedinců všech věkových stadií.
Koncem roku 2020 byla publikována odborná práce o objevu fosilií rodu Maiasaura také na území jižní Kanady (v sedimentech geologického souvrství Oldman).

## Popis
Maiasaura byla poměrně velkým hadrosauridem (asi 7 až 9 metrů délky a 2500 kg hmotnosti), na rozdíl od mnoha jiných příslušníků této skupiny neměla na hlavě výrazný hřeben. Byla bipední (dvounohá), ale mohla chodit i po všech čtyřech. 
Jednalo se o společenského (gregarického) stádního býložravce, který se v případě potřeby seskupoval i do tisícových stád. Dospělci pečovali o mláďata v hnízdništních koloniích velkého rozsahu a mláďata prokazatelně velmi rychle rostla (jednalo se patrně o obrannou adaptaci vůči predaci).

## Rozmnožování a růst
Tento hadrosaurid žil ve stádech a hnízdil ve velkých koloniích (kde více zvířat mohlo snáz uchránit snůšky před predátory). Hnízda obsahovala každé asi 25–40 vajec uspořádaných do kruhu nebo spirály. Po nakladení byla vejce zahřívána přinesenou hnijící vegetací. Během prvního roku života dospělí dinosauři mláďata krmili (dokud nedosáhla velikosti asi 1,5 metru), poté hnízdo opouštěla. Anatomii perinatálních jedinců prozkoumali vědci podrobně až čtyři desetiletí po jejich objevu a výslednou studii publikovali v roce 2018.
Statistická studie, vyhodnocující rozměry jednotlivých jedinců maiasaury v rámci větší populace dokládají, že se pravděpodobně jednalo o smíšené skupiny, v nichž příslušníci jednoho pohlaví byli v průměru asi o 45 % menší. Není ale jisté, zda větší jedinci byli samci nebo naopak samice.
Histologický výzkum fosilních kostí maiasaur ukázal, že tito kachnozobí dinosauři rostli extrémně rychle. Pohlavní dospělosti dosahovali již ve věku tří let a v osmi letech věku dorůstali své maximální velikosti (9 metrů délky).
Počítačové modelace populačních křivek pro dobře zastoupené taxony ukazují, že maiasaury zažívaly větší mortalitu (úmrtnost) pouze ve velmi mladém věku, později už byla míra jejich mortality statisticky víceméně konstatní.

## Současníci
Maiasaura žila ve společnosti dinosaurů jako byl Orodromeus, Troodon, Albertosaurus, Daspletosaurus, Euoplocephalus a další. Fylogeneticky nejbližší příbuzný maiasaury je zřejmě další brachylofosaurinní hadrosaurid rodu Brachylophosaurus, dále pak rody Probrachylophosaurus, Acristavus a Ornatops.

## Zajímavost
Fosílie tohoto dinosaura se stala roku 1985 první zkamenělinou, kterou člověk dopravil na oběžnou dráhu Země (let STS-51-F, známý také jako Spacelab 2). Dalšími dvěma dinosauřími rody, jejichž zkameněliny byly takto vyvezeny na oběžnou dráhu, jsou teropodi Coelophysis (1998) a Tyrannosaurus (2014).